# Kelurahan Gunung Bahagia
Kelurahan Gunung Bahagia är en administrativ by i Indonesien.   Den ligger i provinsen Kalimantan Timur, i den nordvästra delen av landet, 1 200 km öster om huvudstaden Jakarta.